# Burg Neuhausen (Valtaiķu pils)
Burg Neuhausen (lettisch Valtaiķu pils bzw. Jaunā pils, lateinisch castrum Novum, dänisch Nyenhuss, deutsch auch: Walteten) war eine Burg des  Livländischen Ordens, später des Bistums Kurland. Sie war Teil einer Burgenkette von Burg Hasenpoth bis Burg Amboten. Bis heute sind nur das wenige Mauerreste erhalten.

## Geschichte
Die um 1300 erstmals genannte Burg Neuhausen wurde vermutlich vom Livländischen Orden als Pflegeramt der Komturei Goldingen errichtet und diente der Sicherung der Hauptstraße zwischen Hasenpoth und Mitau. Das ebenfalls in verschiedener Literatur genannte Jahr 1277 als Erbauungsjahr konnte bisher nicht belegt werden.
Zwischenzeitlich gelangte die Burg in den Besitz des kurländischen Domkapitels, das sie jedoch bereits 1338 wieder an den Orden abtrat. Am 30. Juni 1392 erhielt das Bistum Kurland die Burg, nachdem der Bischof dem Orden im Gegenzug sein Drittel an Stadt und Gebiet Memel übertrug. Im Jahre 1421 wird die Bischofsburg erwähnt, die 1508 Nygenhusze hieß.
Im Jahr 1559 erkaufte sich König Friedrich II. von Dänemark von Ulrich Behr, dem Verwalter des kurländischen Stifts, die Rechte und Besitzungen des kurländischen Bistums. Diese wurden anschließend Friedrichs jüngerem Bruder Herzog Magnus übertragen, der als weltlicher Bischof und später sogar kurzzeitig als König von Livland herrschte. Während dieser Zeit wurde die Burg als „Niehus“ (1561) und „Neygenhaus“ (1568) erwähnt. Im Livländischen Krieg erlitt die Burg offenbar schwere Beschädigungen bzw. wurde zerstört.
Nach dem Tod von Bischof Magnus 1583 kam es aufgrund der gegenseitigen Ansprüche Dänemarks und Polen-Litauens auf die Besitztümer der kurländischen Diözese zum Piltener Erbfolgekrieg, infolgedessen Burg Neuhausen von polnisch-litauischen Truppen besetzt wurde. Bereits 1585 werden anstelle der Burg nur noch die Umfassungsmauern beschrieben.
1660 wurde Neuhausen dem Herzogtum Kurland einverleibt, was 1685 endgültig bestätigt wurde.

## Beschreibung

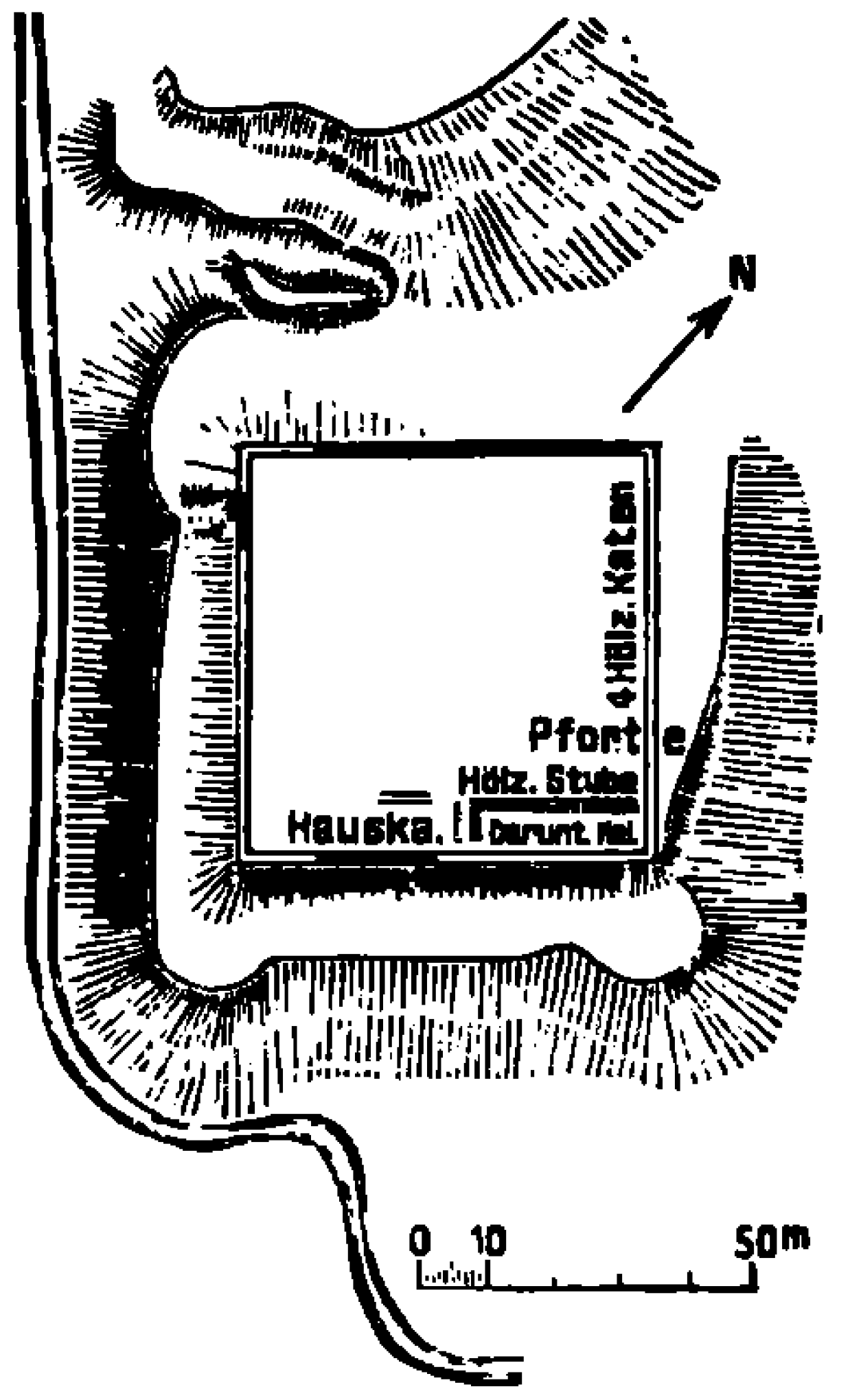
Lageplan von Burg Neuhausen. Zeichnung von Bernhard Schmid (1921).

Burg Neuhausen wurde auf einem niedrigen Hügel errichtet, der nach Westen, Süden und Südosten eine natürliche, zum Ufer des Baches Rjeka (lettisch Vaipa) abfallende Böschung besitzt. Im Nordwesten und Nordosten sind Reste eines Grabens erkennbar, jedoch nicht mehr an der Nordspitze der Burg. Das Tor befand sich in der nordwestlichen Mauer.
Die Burg war ein quadratisches Lagerkastell mit einer Seitenlänge von 61 m und einer Mauerstärke von etwa 1,6 m. B. Schmid beschrieb 1921 noch Mauerreste mit etwa 10 m Höhe, heute sind diese jedoch deutlich niedriger. Längs der Südostmauer lag ein unterkellertes Steingebäude mit 7 m Breite und unbekannter Länge. Nach einer Beschreibung von 1585 befanden sich hier eine Stube, eine Kammer und eine Hauskammer, die zwischen 1579 und 1582 eingerichtet wurden. An der Nordostseite lagen vier verfallene „Tagelöhner-“ Häuschen aus Holz.
Wie alle kurländischen Lagerkastelle war auch Neuhausen ein einfacher, hauptsächlich in Feldstein ausgeführter Zweckbau, der vornehmlich dem Schutz und der Lagerung der bäuerlichen Abgaben und sonstiger Waren diente.